# Aletta Ruijsch
Aletta Jacoba Josephina van Thol-Ruijsch (Den Helder, 6 d'agost de 1860 - La Haia, 20 de novembre de 1930) va ser una pintora i dibuixant holandesa.

## Vida i treball
Ruijsch era filla de Wilhelmus Ruijsch (1823-1875), oficial de salut de l'Armada holandesa, i de Jacoba Josephina de Block (1825-1903).
Va assistir a la classe de pintura de l'Acadèmia de les Arts Visuals (1888-1891) a La Haia, impartida per Eugène Joors a Anvers. Va pintar i dibuixar flors, natures mortes, paisatges i retrats. Ruijsch i el pintor Hendrik Otto van Thol (1859-1902) van rebre una subvenció de a la reina el 1892.
Va participar en l'Exposició Nacional del Treball de Dones del 1898 i aquest mateix any la seva obra es va poder veure al Palau de Belles Arts de Barcelona, en la secció estrangera de la IV Exposició de Belles Arts i Indústries Artístiques organitzada per l'Ajuntament de la ciutat, on va presentar l'oli Cigne. Posteriorment, l'any 1907 va prendre part en la cinquena edició, amb l'obra Gall dindi.
El 1899 es va casar amb Van Thol i la parella es va instal·lar a Nunspeet. Després de la mort del seu marit, es va traslladar a Ermelo i va tornar a La Haia el 1903.
Ruijsch va obtenir diversos premis per la seva obra: una medalla d'or a Anvers (1892), una medalla de plata a l'Exposició Esportiva de Scheveningen (1892) i una menció honorífica a l'exposició mundial de París (1900). Va ensenyar a la pintora alemanya Nelly Goedewaagen.

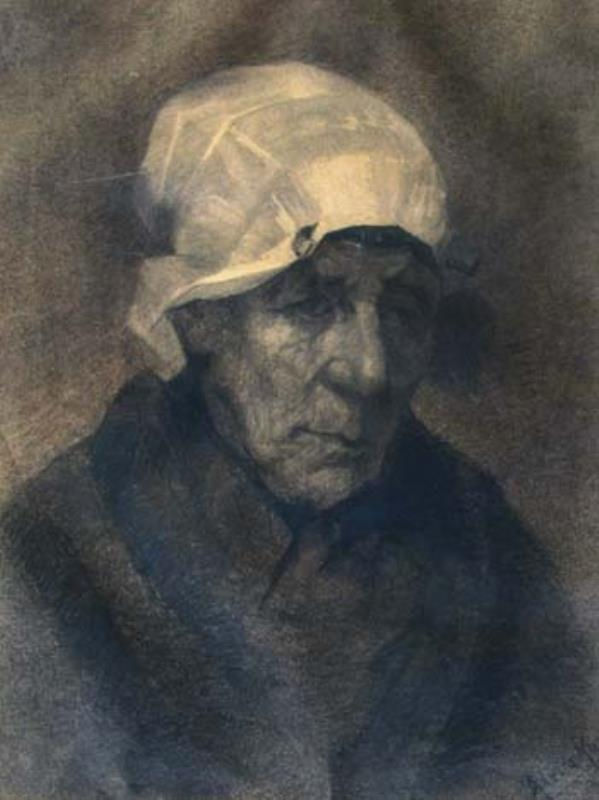
Een vissersvrouw (Una pescadora). cap a 1890-1910.

Amb motiu del seu setanta aniversari, el Pulchri Studio li va organitzar una exposició retrospectiva. Dos mesos després, quan una nit Ruijsch es disposava a encendre l'estufa de gas al seu estudi, la roba va incendiar-se. La van portar a l'hospital amb cremades greus, on va morir aquella mateixa nit. Va ser enterrada a Oud Eik, a Duinen.